# أكرا

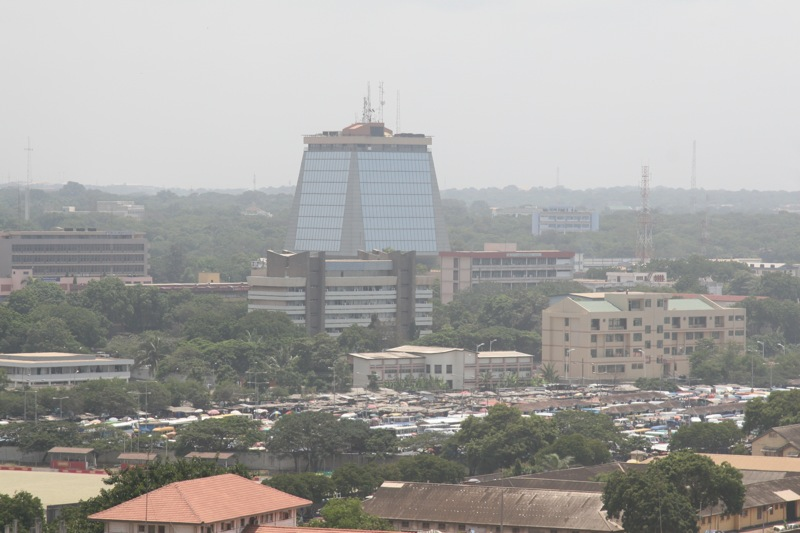

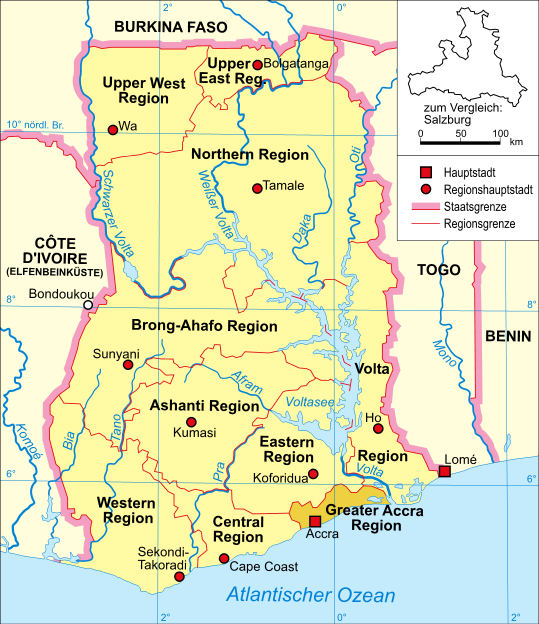
أكرا

أكرا عاصمة غانا. يُقدر عدد سكانها بحوالي 1,970,400 نسمة (طبقاً لإحصائيات 2005). تعتبر أكبر مدن غانا ومركزها الإداري والاقتصادي والاتصالي
. الأنشطة الاقتصادية هي الاتصالات والبناء والمواصلات والخدمات المالية الحكومية والزراعة وخصوصاً صيد الأسماك، تقع معظم القدرات الصناعية في منطقة العاصمة.

## التاريخ
اُسست المدينة في أواخر القرن السابع عشر بواسطة شعب الجا(Ga people)، ويشتق اسم المدينة من كلمة نكران(Nkran) وتعني النمل في إشارة إلى مستعمرات النمل الكثيرة الموجودة بالمناطق الريفية المحيطة بأكرا، كانت المدينة قديماً مركزا للتجارة مع البرتغاليين الذين بنوا حصنا في المدينة ثم تبعهم السويديون والألمان والفرنسيون والبريطانيون.

## معالم المدينة
تحتوي المدينة على العديد من المعالم المميزة لها مثل المتحف الوطني لغانا، أكاديمية غانا للفنون والعلوم، مبنى الأرشيف القومي لغانا، المكتبة المركزية، وأيضاً قلعة أوسو أو كريستيان بورج (Christianborg or Osu Castle)، المقر الحكومي والذي قام الدنماركيون ببنائه في القرن السابع عشر، المسرح القومي، مركز أكرا للثقافة الوطنية، منارة، ملعب أوهينى دجان(Ohene Djan)، مركز أكرا الدولي للمؤتمرات، النصب التذكاري لكوامي نكروما بوسط أكرا.

## معرض الصور

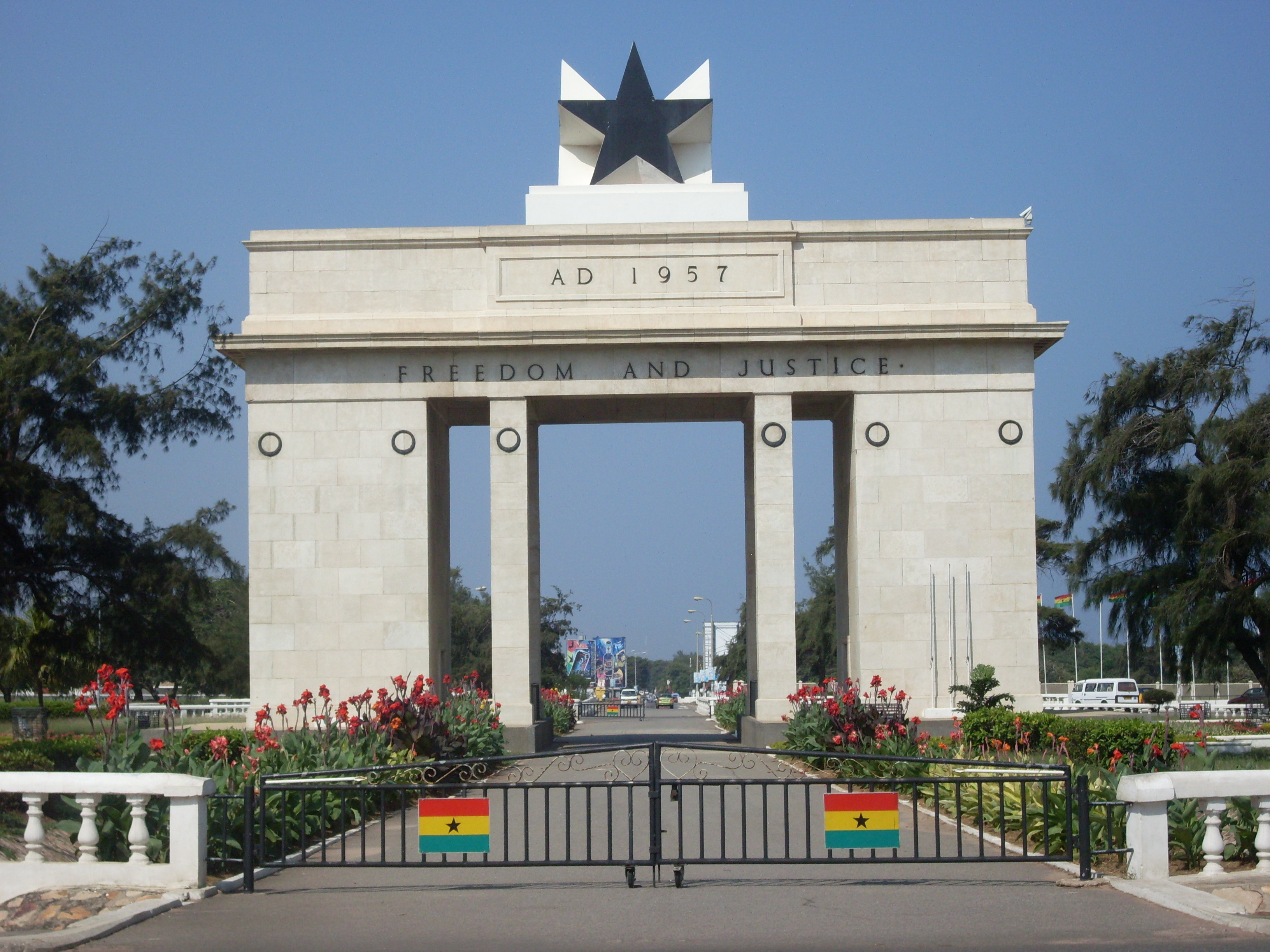
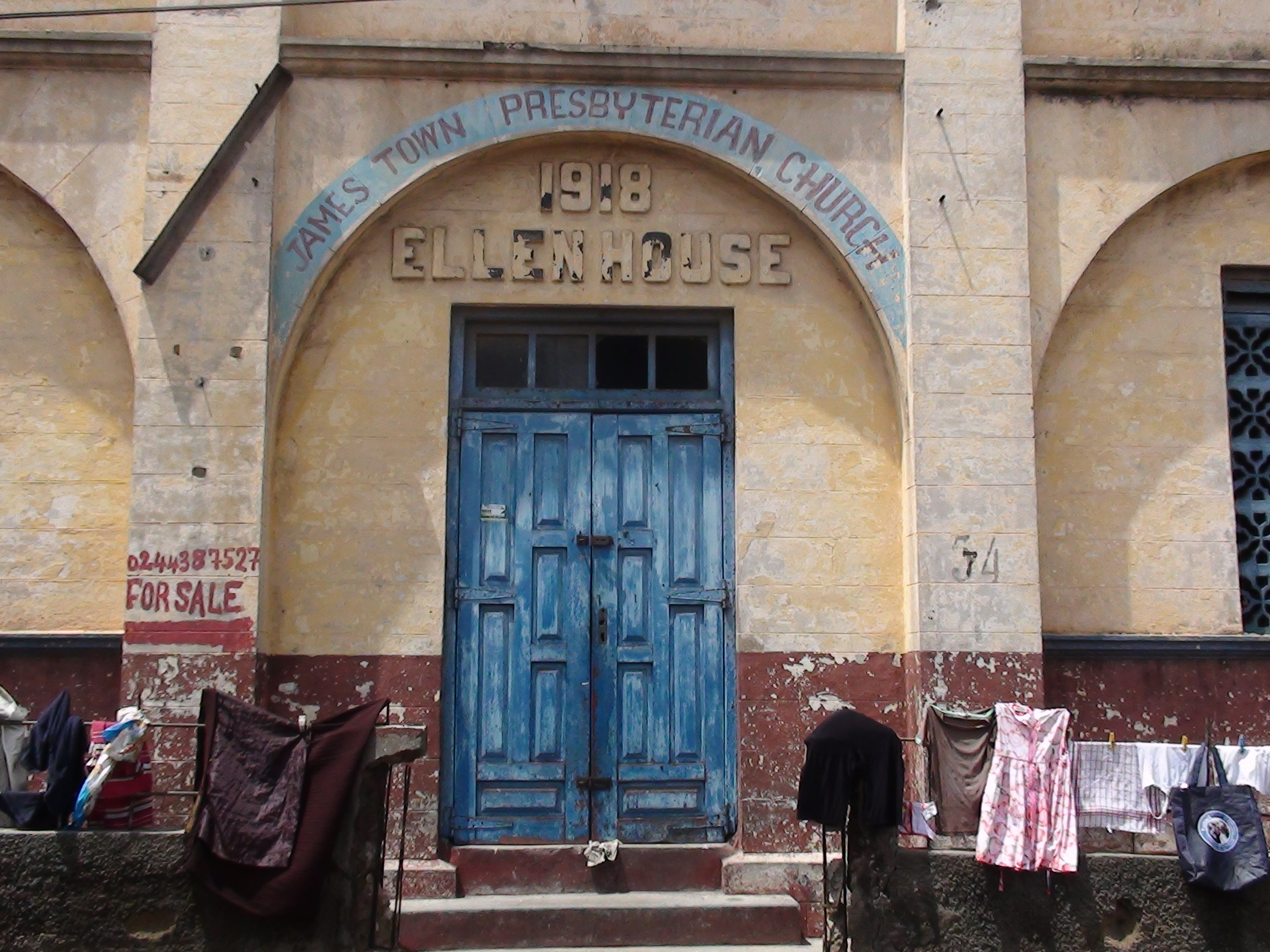
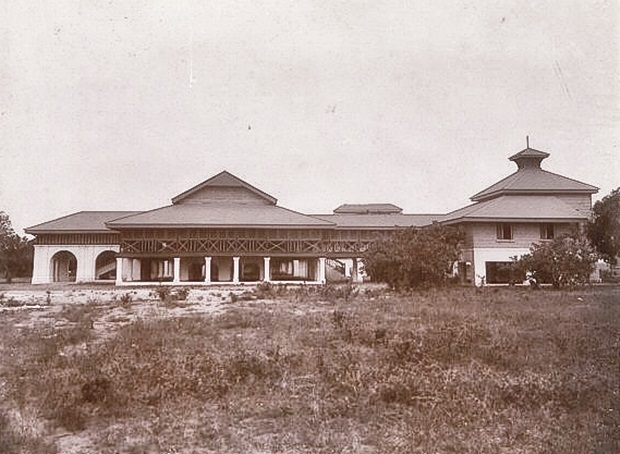
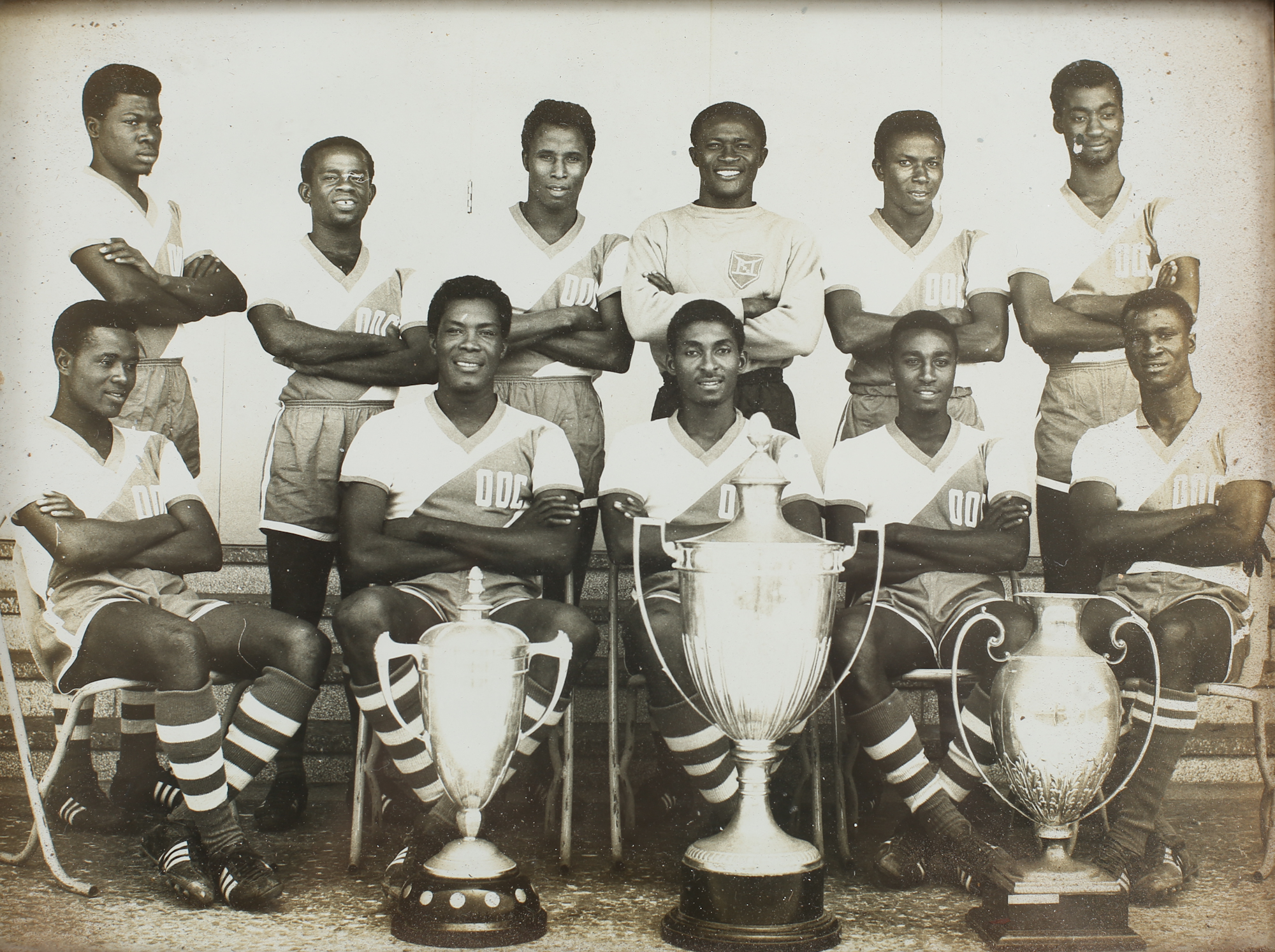

## توأمة
لأكرا اتفاقيات توأمة مع كل من:
- جوهانسبرغ
- شيكاغو
- واشنطن العاصمة
- كولومبيا
- كولومبوس
- باينسفيل

## أعلام
- شيرلي غراهام دو بوا
- مايكل إيسيان
- أسامواه جيان
- دو بويز
- هيديو نوغوتشي
- فريد أكوفو
- جون أتا ميلز
- مارسيل ديسايي
- جوزيف آرثر أنكره
- جيري راولينغز
- كوادو أسامواه

## المصدر
ويكيبديا الإنجليزية